# Puppa
Puppa (birm. ပုပ္ပားတောင် /pòʊpá tàʊn/; ang. Mount Popa) – wygasły wulkan w centralnej części Mjanmy, w prowincji Mandalaj. 
Jest to stratowulkan, zbudowany z law bazaltowych i zbliżonych oraz materiałów piroklastycznych – tufów, lapilli i scorii, powstałych w trakcie erupcji typu strombolijskiego.
Jego wysokość wynosi 1518 m n.p.m., wysokość względna 1150 m. Ostatnia erupcja miała miejsce w roku 442 p.n.e.

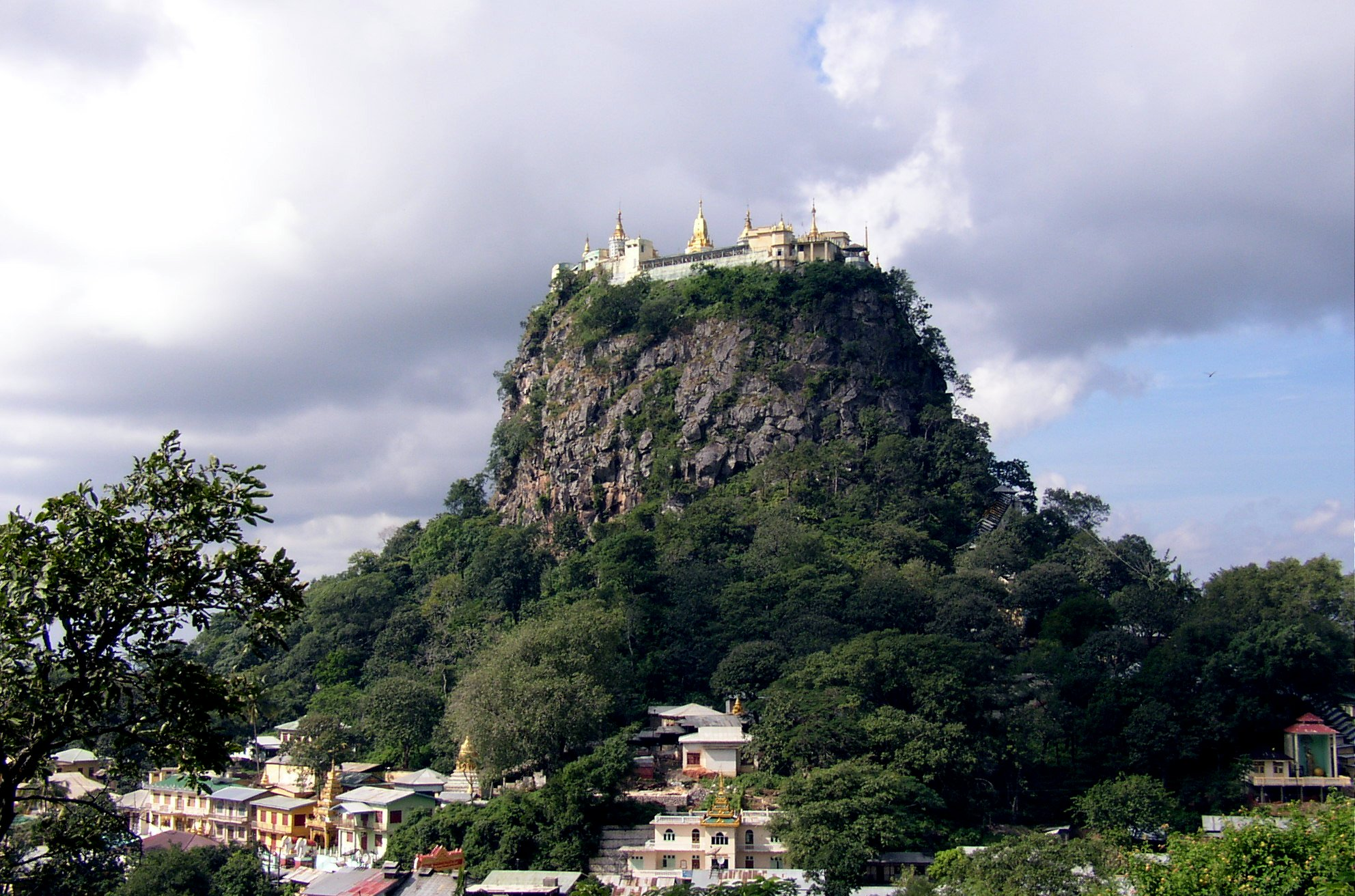
Klasztor Taung Kalat

Na południowy zachód od szczytu wulkanu znajduje się dawny komin wulkaniczny, zwany Taung Kalat, o wysokości 737 metrów, niekiedy również określany mianem Puppa (Popa). Na jego szczycie znajduje się klasztor buddyjski. W tradycji birmańskiej góra uważana jest za siedzibę 37 natów, lokalnych bóstw. Podczas świąt, wypadających podczas pełni księżyca miesiąca nayon (maj/czerwiec) oraz miesiąca nadaw (listopad/grudzień) gromadzą się tysiące pielgrzymów.